# 刘军 (1972年)
刘军（1972年6月—），湖南省邵阳县人，中华人民共和国政治人物。曾任隆回县人民政府县长、中共隆回县委书记。

## 生平
1972年6月，刘军出生在湖南省邵阳县。1991年，刘军进入邵阳师范专科学校中文系学习，在校期间的1994年1月加入中国共产党，1994年7月毕业后成为武冈市湾头桥镇人民政府的一名生产干事，1996年4月出任该镇团委书记。1997年8月，刘军出任中共武冈市委副科级组织员，次年4月兼任市委组织部干教干审组组长，期间的1997年至1999年在中共中央党校函授学院经济管理专业学习。2000年4月，刘军出任武冈市头堂乡党委书记。2001年2月，刘军调任邵阳市人民政府办公室秘书二科主任科员，2002年4月出任秘书四科科长，2006年7月出任办公室党组成员、副主任。2007年10月，刘军调任中共邵东县委常委、宣传部长，2009年12月转任组织部长，期间的2007年至2010年取得湖南农业大学农业推广硕士学位。2013年4月，刘军出任邵阳市安全生产监督管理局党组书记、局长。2016年8月，刘军调任中共隆回县委副书记，次月起兼任隆回县人民政府党组书记，同年11月正式兼任县长。2021年4月，刘军晋升中共隆回县委书记。
2024年2月26日，刘军涉嫌“严重违纪违法”接受湖南省纪委监委纪律审查和监察调查。